# Viviers-lès-Lavaur
Viviers-lès-Lavaur (Vivièrs de la Vaur en occitan) est une commune française située dans le sud-ouest du département du Tarn, en région Occitanie. Sur le plan historique et culturel, la commune est dans le Lauragais, l'ancien « Pays de Cocagne », lié à la fois à la culture du pastel et à l’abondance des productions, et de « grenier à blé du Languedoc ».
Exposée à un climat océanique altéré, elle est drainée par le Nadalou, le Messal, le ruisseau de l'Herle et par divers autres petits cours d'eau.
Viviers-lès-Lavaur est une commune rurale qui compte 265 habitants en 2022, après avoir connu un pic de population de 532 habitants en 1841.  Elle fait partie de l'aire d'attraction de Toulouse. Ses habitants sont appelés les Viviérois ou  Viviéroises.

## Géographie
Commune située dans le Lauraguais, à 9 km au sud de Lavaur.

### Communes limitrophes
Viviers-lès-Lavaur est limitrophe de huit autres communes.
Les communes limitrophes sont  Bannières, Belcastel, Lacougotte-Cadoul, Lavaur, Maurens-Scopont, Veilhes et Villeneuve-lès-Lavaur.
| Belcastel             | Lavaur             |                   |
| Bannières             | Viviers-lès-Lavaur | Lacougotte-Cadoul |
| Villeneuve-lès-Lavaur | Maurens-Scopont    | Veilhes           |

### Géologie et relief
La superficie de la commune est de 1 002 hectares ; son altitude varie de 181  à   272 mètres.

### Hydrographie
La commune est dans le bassin de la Garonne, au sein du bassin hydrographique Adour-Garonne. Elle est drainée par le Nadalou, le Messal, le ruisseau de l'Herle, le ruisseau d'Aussimon, le ruisseau de Dives, le ruisseau de négolase, le ruisseau de Négolase, le ruisseau de Peyre, le ruisseau de Pierreyot, le ruisseau de Poumarès et par divers petits cours d'eau, qui constituent un réseau hydrographique de 16 km de longueur totale,.
Le Nadalou, d'une longueur totale de 11,3 km, prend sa source dans la commune de Lacougotte-Cadoul et s'écoule d'est en ouest. Il traverse la commune et se jette dans Le Girou à Teulat, après avoir traversé 8 communes.

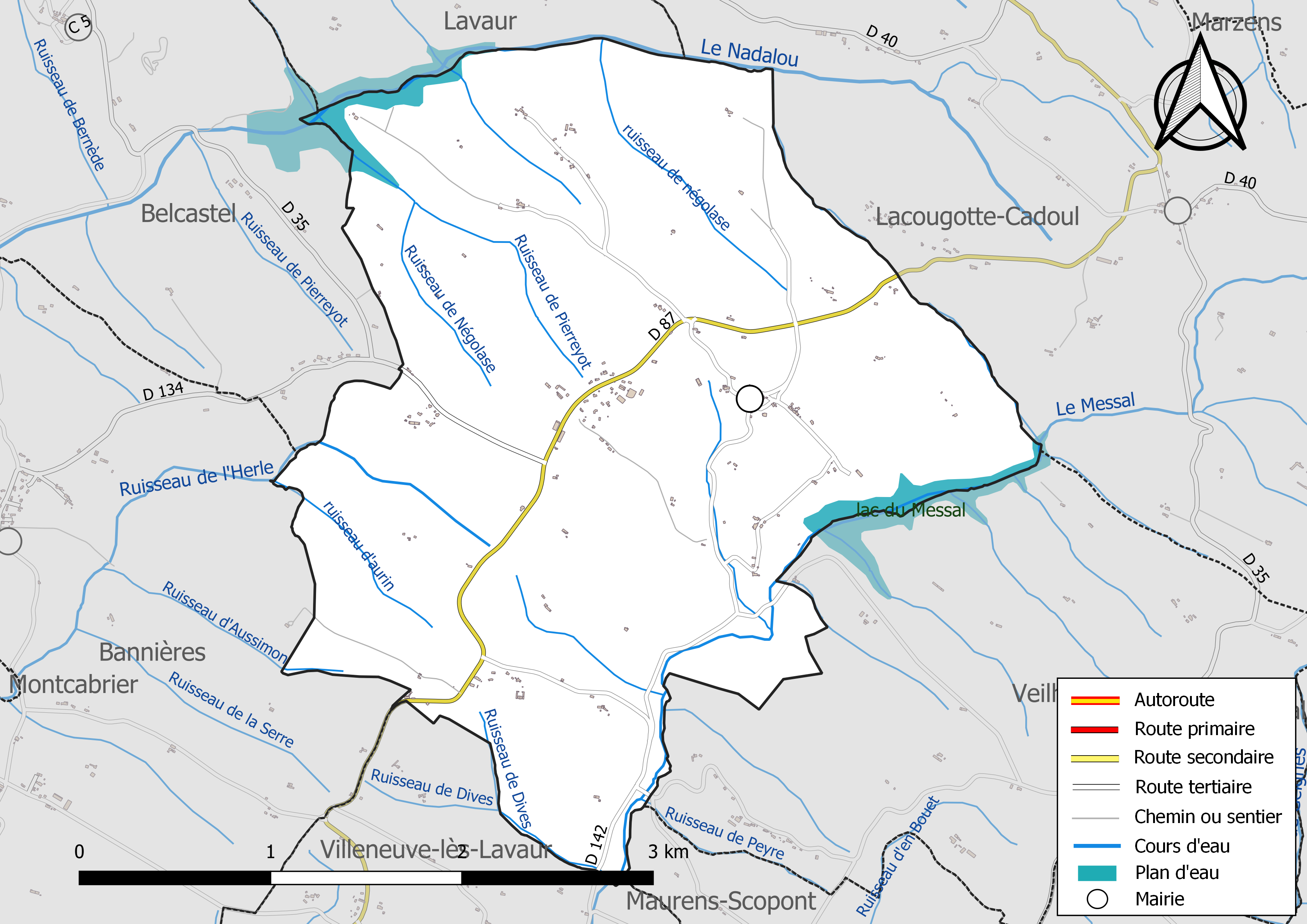
Réseaux hydrographique et routier de Viviers-lès-Lavaur.

### Climat
Pour des articles plus généraux, voir Climat de l'Occitanie et Climat du Tarn.
En 2010, le climat de la commune est de type climat du Bassin du Sud-Ouest, selon une étude du Centre national de la recherche scientifique s'appuyant sur une série de données couvrant la période 1971-2000. En 2020, Météo-France publie une typologie des climats de la France métropolitaine dans laquelle la commune est exposée à un climat océanique altéré et est dans la région climatique Aquitaine, Gascogne, caractérisée par une pluviométrie abondante au printemps, modérée en automne, un faible ensoleillement au printemps, un été chaud (19,5 °C), des vents faibles, des brouillards fréquents en automne et en hiver et des orages fréquents en été (15 à 20 jours).
Pour la période 1971-2000, la température annuelle moyenne est de 13 °C, avec une amplitude thermique annuelle de 16 °C. Le cumul annuel moyen de précipitations est de 806 mm, avec 10,2 jours de précipitations en janvier et 5,4 jours en juillet. Pour la période 1991-2020, la température moyenne annuelle observée sur la station météorologique de Météo-France la plus proche, « Lavaur », sur la commune de Lavaur à 8 km à vol d'oiseau, est de 13,6 °C et le cumul annuel moyen de précipitations est de 701,8 mm. 
La température maximale relevée sur cette station est de 42,6 °C, atteinte le 23 août 2023 ; la température minimale est de −18 °C, atteinte le 17 janvier 1987,,.
Les paramètres climatiques de la commune ont été estimés pour le milieu du siècle (2041-2070) selon différents scénarios d'émission de gaz à effet de serre à partir des nouvelles projections climatiques de référence DRIAS-2020. Ils sont consultables sur un site dédié publié par Météo-France en novembre 2022.

### Milieux naturels et biodiversité
Aucun espace naturel présentant un intérêt patrimonial n'est recensé sur la commune dans l'inventaire national du patrimoine naturel,,.

## Urbanisme

### Typologie
Au 1er janvier 2024, Viviers-lès-Lavaur est catégorisée commune rurale à habitat très dispersé, selon la nouvelle grille communale de densité à sept niveaux définie par l'Insee en 2022.
Elle est située hors unité urbaine. Par ailleurs la commune fait partie de l'aire d'attraction de Toulouse, dont elle est une commune de la couronne,. Cette aire, qui regroupe 527 communes, est catégorisée dans les aires de 700 000 habitants ou plus (hors Paris),.

### Occupation des sols
L'occupation des sols de la commune, telle qu'elle ressort de la base de données européenne d’occupation biophysique des sols Corine Land Cover (CLC), est marquée par l'importance des territoires agricoles (95,1 % en 2018), une proportion sensiblement équivalente à celle de 1990 (95 %). La répartition détaillée en 2018 est la suivante : 
terres arables (95,1 %), forêts (2,9 %), eaux continentales (1,9 %). L'évolution de l’occupation des sols de la commune et de ses infrastructures peut être observée sur les différentes représentations cartographiques du territoire : la carte de Cassini (XVIIIe siècle), la carte d'état-major (1820-1866) et les cartes ou photos aériennes de l'IGN pour la période actuelle (1950 à aujourd'hui).

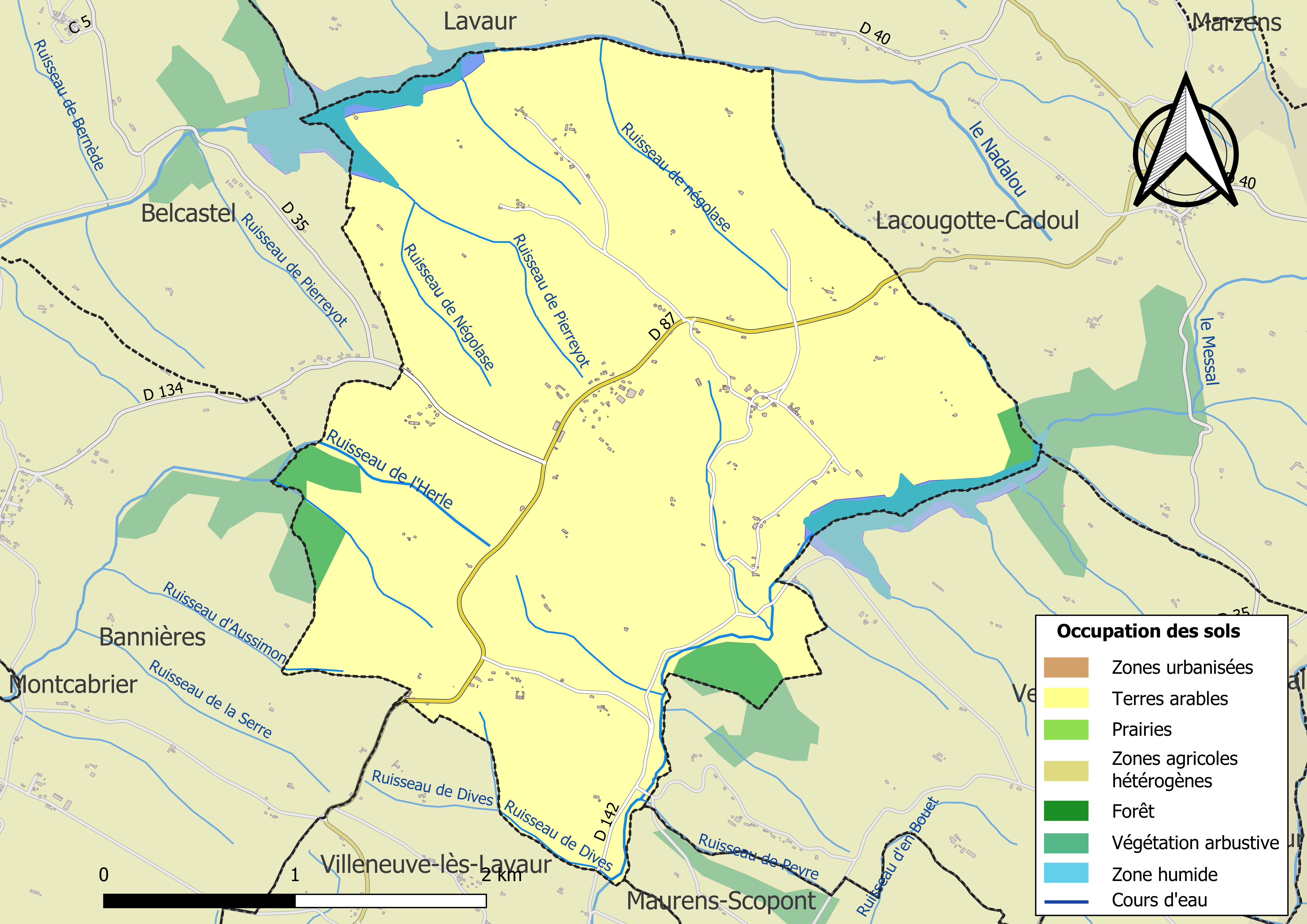
Carte des infrastructures et de l'occupation des sols de la commune en 2018 (CLC).

### Risques majeurs
Le territoire de la commune de Viviers-lès-Lavaur est vulnérable à différents aléas naturels : météorologiques (tempête, orage, neige, grand froid, canicule ou sécheresse), inondations, mouvements de terrains et séisme (sismicité très faible). Il est également exposé à un risque technologique,  le transport de matières dangereuses. Un site publié par le BRGM permet d'évaluer simplement et rapidement les risques d'un bien localisé soit par son adresse soit par le numéro de sa parcelle.

#### Risques naturels
Certaines parties du territoire communal sont susceptibles d’être affectées par le risque d’inondation par débordement de cours d'eau, notamment le Nadalou. La cartographie des zones inondables en ex-Midi-Pyrénées réalisée dans le cadre du XIe Contrat de plan État-région, visant à informer les citoyens et les décideurs sur le risque d’inondation, est accessible sur le site de la DREAL Occitanie. La commune a été reconnue en état de catastrophe naturelle au titre des dommages causés par les inondations et coulées de boue survenues en 1982 et 1992,.
Viviers-lès-Lavaur est exposée au risque de feu de forêt. En 2022, il n'existe pas de Plan de Prévention des Risques incendie de forêt (PPRif). Le débroussaillement aux abords des maisons constitue l’une des meilleures protections pour les particuliers contre le feu,.

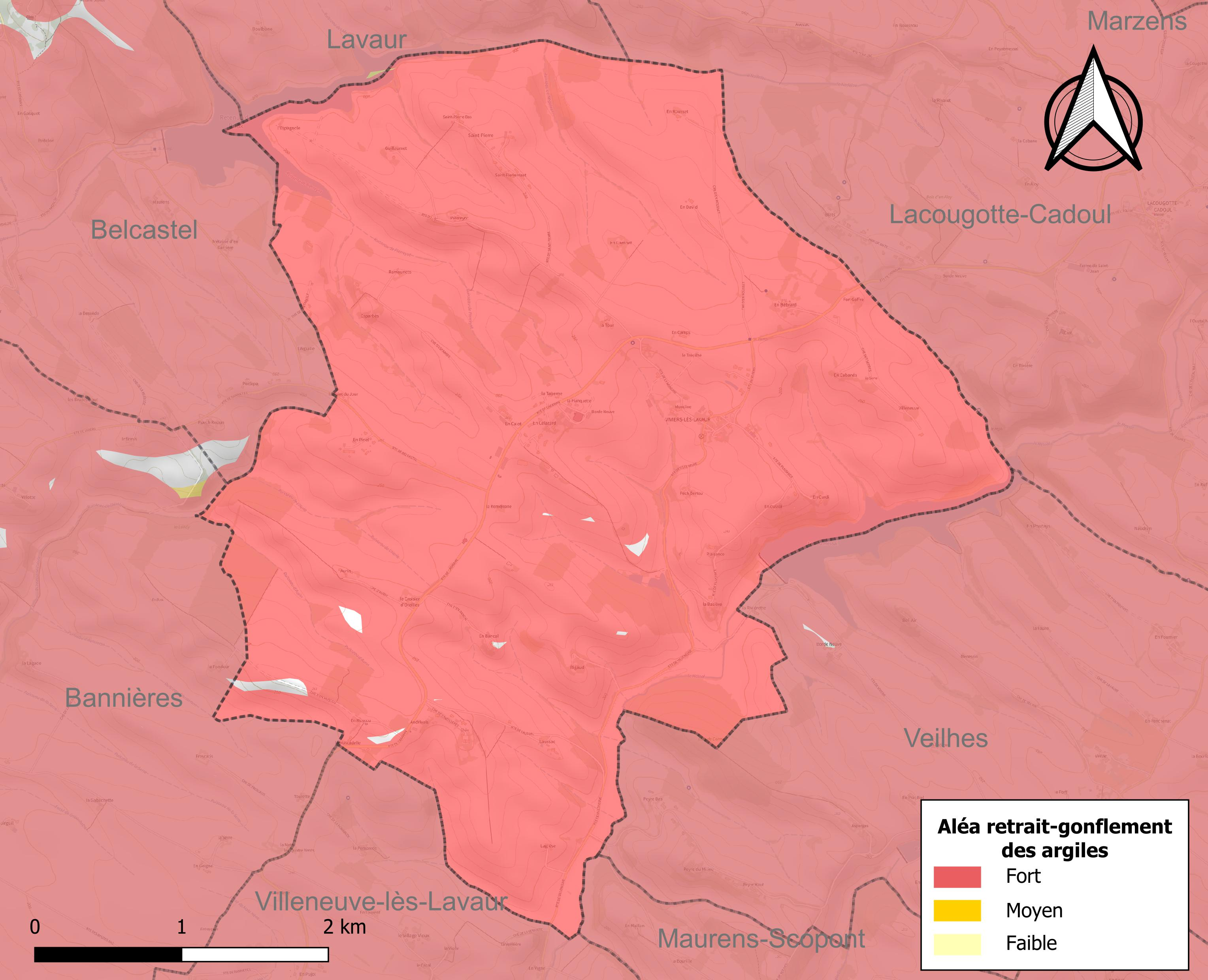
Carte des zones d'aléa retrait-gonflement des sols argileux de Viviers-lès-Lavaur.

La commune est vulnérable au risque de mouvements de terrains constitué principalement du retrait-gonflement des sols argileux. Cet aléa est susceptible d'engendrer des dommages importants aux bâtiments en cas d’alternance de périodes de sécheresse et de pluie. 99,6 % de la superficie communale est en aléa moyen ou fort (76,3 % au niveau départemental et 48,5 % au niveau national). Sur les 95 bâtiments dénombrés sur la commune en 2019, 95 sont en aléa moyen ou fort, soit 100 %, à comparer aux 90 % au niveau départemental et 54 % au niveau national. Une cartographie de l'exposition du territoire national au retrait gonflement des sols argileux est disponible sur le site du BRGM,.
Par ailleurs, afin de mieux appréhender le risque d’affaissement de terrain, l'inventaire national des cavités souterraines permet de localiser celles situées sur la commune.

#### Risques technologiques
Le risque de transport de matières dangereuses sur la commune est lié à sa traversée par des infrastructures routières ou ferroviaires importantes ou la présence d'une canalisation de transport d'hydrocarbures. Un accident se produisant sur de telles infrastructures est susceptible d’avoir des effets graves sur les biens, les personnes ou l'environnement, selon la nature du matériau transporté. Des dispositions d’urbanisme peuvent être préconisées en conséquence.

## Toponymie
Viviers : du latin vivarium (« vivier »).

## Histoire

### Héraldique
| Viviers-lès-Lavaur | Son blasonnement est : D'or à la bande componée de gueules et d'argent. |

## Politique et administration

### Administration municipale
Le nombre d'habitants au recensement de 2011 étant compris entre 100 et 499, le nombre de membres du conseil municipal pour l'élection de 2014 est de onze,.

### Rattachements administratifs et électoraux
Viviers-lès-Lavaur était membre de la communauté de communes du SESCAL jusqu'au premier janvier 2013, la commune a intégré la nouvelle communauté de communes Tarn et Agout et fait partie du canton de Lavaur Cocagne (avant le redécoupage départemental de 2014, Viviers-lès-Lavaur faisait partie de l'ex-canton de Lavaur).

### Liste des maires
| Période                                  | Période  | Identité          | Étiquette | Qualité |
| ---------------------------------------- | -------- | ----------------- | --------- | ------- |
| mars 2001                                | En cours | Jean-Paul Rocache | CNI       |         |
| Les données manquantes sont à compléter. |          |                   |           |         |

## Population et société

### Démographie
L'évolution du nombre d'habitants est connue à travers les recensements de la population effectués dans la commune depuis 1793. Pour les communes de moins de 10 000 habitants, une enquête de recensement portant sur toute la population est réalisée tous les cinq ans, les populations de référence des années intermédiaires étant quant à elles estimées par interpolation ou extrapolation. Pour la commune, le premier recensement exhaustif entrant dans le cadre du nouveau dispositif a été réalisé en 2006.

En 2022, la commune comptait 265 habitants, en évolution de +20,45 % par rapport à 2016 (Tarn : +2,52 %, France hors Mayotte : +2,11 %).
| 1793 | 1800 | 1806 | 1821 | 1831 | 1836 | 1841 | 1846 | 1851 |
| ---- | ---- | ---- | ---- | ---- | ---- | ---- | ---- | ---- |
| 404  | 441  | 449  | 501  | 505  | 498  | 532  | 509  | 481  |

| 1856 | 1861 | 1866 | 1872 | 1876 | 1881 | 1886 | 1891 | 1896 |
| ---- | ---- | ---- | ---- | ---- | ---- | ---- | ---- | ---- |
| 495  | 520  | 464  | 448  | 447  | 438  | 418  | 387  | 397  |

| 1901 | 1906 | 1911 | 1921 | 1926 | 1931 | 1936 | 1946 | 1954 |
| ---- | ---- | ---- | ---- | ---- | ---- | ---- | ---- | ---- |
| 392  | 362  | 372  | 264  | 272  | 268  | 282  | 275  | 242  |

| 1962 | 1968 | 1975 | 1982 | 1990 | 1999 | 2006 | 2011 | 2016 |
| ---- | ---- | ---- | ---- | ---- | ---- | ---- | ---- | ---- |
| 210  | 147  | 132  | 140  | 156  | 159  | 177  | 215  | 220  |

| 2021 | 2022 | - | - | - | - | - | - | - |
| ---- | ---- | - | - | - | - | - | - | - |
| 252  | 265  | - | - | - | - | - | - | - |

| selon la population municipale des années : | 1968 | 1975 | 1982 | 1990 | 1999 | 2006 | 2009 | 2013 |
| Rang de la commune dans le département      | 290  | 236  | 237  | 248  | 240  | 236  | 233  | 216  |
| Nombre de communes du département           | 326  | 324  | 324  | 324  | 324  | 323  | 323  | 323  |

### Enseignement
Viviers-lès-Lavaur fait partie de l'académie de Toulouse.
L'éducation est assurée sur la commune par une école primaire (école maternelle et élémentaire).

### Culture
Salle polyvalente, théâtre,

### Activités sportives
Football, chasse, randonnée pédestre, pétanque, moto-cross,

### Écologie et recyclage
La collecte et le traitement des déchets des ménages et des déchets assimilés ainsi que la protection et la mise en valeur de l'environnement se font dans le cadre du SICTOM de Lavaur.

## Économie

### Revenus
En 2018, la commune compte 82 ménages fiscaux, regroupant 224 personnes. La médiane du revenu disponible par unité de consommation est de 25 760 € (20 400 € dans le département).

### Emploi
|                | 2008   | 2013  | 2018  |
| -------------- | ------ | ----- | ----- |
| Commune        | 10,3 % | 5,1 % | 9,2 % |
| Département    | 8,2 %  | 9,9 % | 10 %  |
| France entière | 8,3 %  | 10 %  | 10 %  |

En 2018, la population âgée de 15 à 64 ans s'élève à 144 personnes, parmi lesquelles on compte 80,9 % d'actifs (71,6 % ayant un emploi et 9,2 % de chômeurs) et 19,1 % d'inactifs,. En  2018, le taux de chômage communal (au sens du recensement) des 15-64 ans est inférieur à celui de la France et du département, alors qu'en 2008 la situation était inverse.
La commune fait partie de la couronne de l'aire d'attraction de Toulouse, du fait qu'au moins 15 % des actifs travaillent dans le pôle,. Elle compte 23 emplois en 2018, contre 32 en 2013 et 23 en 2008. Le nombre d'actifs ayant un emploi résidant dans la commune est de 103, soit un indicateur de concentration d'emploi de 21,9 % et un taux d'activité parmi les 15 ans ou plus de 67,9 %.
Sur ces 103 actifs de 15 ans ou plus ayant un emploi, 16 travaillent dans la commune, soit 16 % des habitants. Pour se rendre au travail, 92,1 % des habitants utilisent un véhicule personnel ou de fonction à quatre roues, 2 % les transports en commun et 5,9 % n'ont pas besoin de transport (travail au domicile).

### Activités hors agriculture
15 établissements sont implantés  à Viviers-lès-Lavaur au 31 décembre 2019.
Le secteur du commerce de gros et de détail, des transports, de l'hébergement et de la restauration est prépondérant sur la commune puisqu'il représente 20 % du nombre total d'établissements de la commune (3 sur les 15 entreprises implantées  à Viviers-lès-Lavaur), contre 26,7 % au niveau départemental.

### Agriculture
|               | 1988 | 2000 | 2010 | 2020 |
| ------------- | ---- | ---- | ---- | ---- |
| Exploitations | 20   | 14   | 14   | 8    |
| SAU (ha)      | 901  | 925  | 869  | 734  |

La commune est dans le Lauragais tarnais, une petite région agricole située dans le sud-ouest du département du Tarn. En 2020, l'orientation technico-économique de l'agriculture  sur la commune est l'exploitation de grandes cultures (hors céréales et oléoprotéagineuses). Huit exploitations agricoles ayant leur siège dans la commune sont dénombrées lors du recensement agricole de 2020 (20 en 1988). La superficie agricole utilisée est de 734 ha,,.

## Culture locale et patrimoine

### Lieux et monuments
- Église Saint-André de Viviers-lès-Lavaur.
- Monument aux morts

## Pour approfondir